# Бійськ
Бійськ (рос. Бийск) — місто крайового підпорядкування в Російській Федерації, адміністративній центр Бійського району та Бійського міського округу Алтайського краю. Розташоване в Західному Сибіру, на річці Бія. Населення — 180 851 мешканців (2024).

## Клімат
Місто знаходиться у зоні, котра характеризується вологим континентальним кліматом з теплим літом. Найтепліший місяць — липень із середньою температурою 19.6 °C (67.3 °F). Найхолодніший місяць — січень, із середньою температурою -16.7 °С (1.9 °F).
| Клімат Бійська          | Клімат Бійська | Клімат Бійська | Клімат Бійська | Клімат Бійська | Клімат Бійська | Клімат Бійська | Клімат Бійська | Клімат Бійська | Клімат Бійська | Клімат Бійська | Клімат Бійська | Клімат Бійська | Клімат Бійська |
| Показник                | Січ.           | Лют.           | Бер.           | Квіт.          | Трав.          | Черв.          | Лип.           | Серп.          | Вер.           | Жовт.          | Лист.          | Груд.          | Рік            |
| Середня температура, °C | −16,7          | −15,6          | −8,1           | 3,2            | 12,1           | 17,5           | 19,6           | 16,9           | 10,8           | 3,1            | −7,2           | −13,9          | 1,8            |
| Норма опадів, мм        | 33.8           | 30.2           | 28.5           | 39.7           | 54             | 59.4           | 65             | 57.9           | 43.9           | 48.1           | 53             | 42.3           | 555.9          |
| ----------------------- | -------------- | -------------- | -------------- | -------------- | -------------- | -------------- | -------------- | -------------- | -------------- | -------------- | -------------- | -------------- | -------------- |
| Джерело: Weatherbase    |                |                |                |                |                |                |                |                |                |                |                |                |                |

## Історія
Бійськ був заснований як фортеця указом Петра I в 1709 року та отримав статус міста в 1782 році. В 19 сторіччі він став значним центром комерції. Під час Німецько-радянської війни в Бійськ було евакуйовано декілька промислових підприємств, що мало великий вплив на розвиток індустрії міста.

## Транспорт
Через місто прямує федеральна автодорога Р256 «Чуйський тракт», місто обслуговує залізнична станція Бійськ та аеропорт, на річці Бія споруджено річковий порт та через цю річку перекинуто три мости: Комунальний, Обводний та Наплавний. Комунальний транспорт представлено автобусами, маршрутками та трамваями.

## Панорама

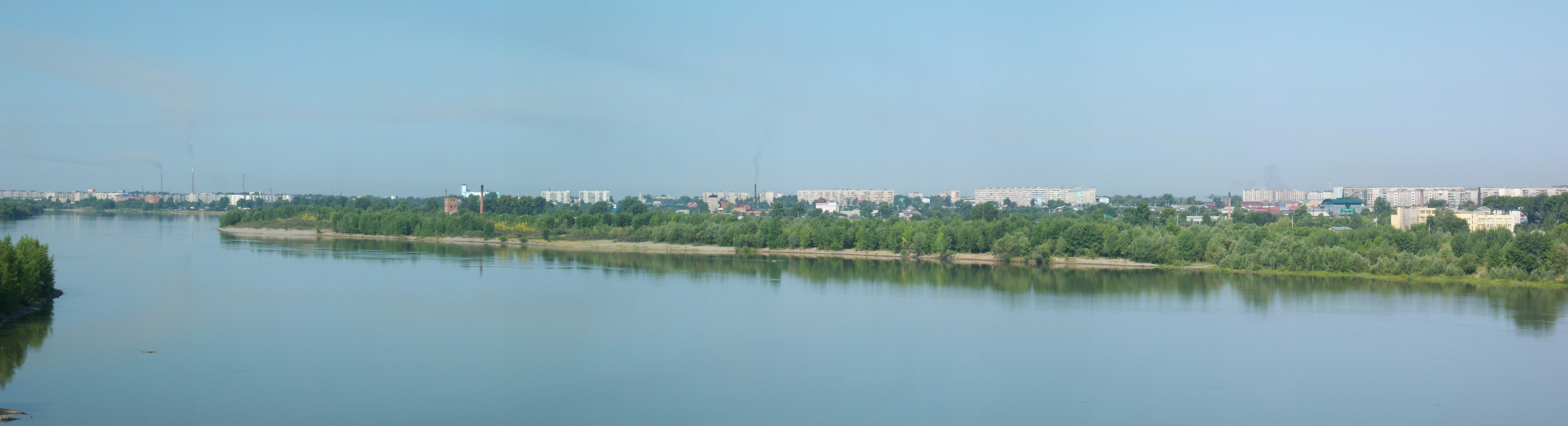
Панорама Бійська

## Сучасність
Сучасний Бійськ — індустріальний центр (машинобудування — парові котли, електропечі; харчова, деревообробна, фармацевтична та ін. промисловість) та транспортний вузол (пристань на Бії, залізнична станція, аеропорт, початковий пункт Чуйського тракту).
Бійськ також є значнім центром освіти та культури Алтайського краю. В 2005 року отримав статус наукового містечка. В Бійську розташовані гуманітарно-педагогічний університет, технологічний інститут, декілька коледжів, технікумів, училищ та приблизно 40 шкіл. Місто має драматичній театр, краєзнавчий музей імені В. В. Біанкі та 15 бібліотек.

## Відомі особистості
В поселенні народився:
- Міхеєв Михайло Макарович (1911—1993) — російський радянський письменник і поет.